# Molinos de Papel
Molinos de Papel es una localidad del municipio conquense de Palomera, en la comunidad autónoma de Castilla-La Mancha (España). 

## Localidades limítrofes
Confina con las siguientes localidades:
- Al noreste con Buenache de la Sierra.
- Al sureste con Palomera.
- Al suroeste con La Melgosa.
- Al oeste con Cuenca.

## Demografía
Evolución de la población
| Gráfica de evolución demográfica de Molinos de Papel entre 2000 y 2017 |
|                                                                        |
| Población de derecho (2000-2017) según el padrón municipal del INE     |

## Historia
Así se describe a Molinos de Papel en el tomo XI del Diccionario geográfico-estadístico-histórico de España y sus posesiones de Ultramar, obra impulsada por Pascual Madoz a mediados del siglo XIX:

Fábrica de papel y caserío, en la provincia, partido judicial y término jurisdiccional de Cuenca.
Diccionario geográfico-estadístico-histórico de España y sus posesiones de Ultramar

## Patrimonio
En la localidad hay una iglesia dedicada a san Juan Bautista.